# Assemblée parlementaire Euronest

Membres de l'UE
Membres du Partenariat oriental
Membres du Partenariat oriental suspendus

Pour les articles homonymes, voir Assemblée parlementaire.
L'Assemblée parlementaire Euronest est une instance parlementaire dans laquelle siège des membres du Parlement européen et des parlementaires d'Ukraine, Moldavie, Biélorussie, Arménie, Azerbaïdjan et Géorgie,.
L'Assemblée a été établie comme une composante du Partenariat oriental. Après les élections en Biélorussie en 2010 dénoncée par l'OSCE, les membres biélorusses à l'assemblée Euronest ont été automatiquement suspendus. 
En 2017, la population combinée des membres d'Euronest (hors Biélorussie et États membres du Parlement européen) s'élevait à 61 927 521 habitants.

## Réunions plénières
L'Assemblée parlementaire Euronest se réunit une fois par an. Les lieux de rencontre alternent entre un pays partenaire d'Europe de l'Est et l'un des lieux de travail du Parlement européen (Bruxelles, Luxembourg ou Strasbourg):
| Session | Date | Pays hôte   | Ville hôte |
| I       | 2011 | France      | Strasbourg |
| II      | 2012 | Azerbaïdjan | Bakou      |
| III     | 2013 | Belgique    | Bruxelles  |
| IV      | 2015 | Arménie     | Erevan     |
| V       | 2016 | Belgique    | Bruxelles  |
| VI      | 2017 | Ukraine     | Kiev       |
| VII     | 2018 | Belgique    | Bruxelles  |
| VIII    | 2019 | Géorgie     | Tbilissi   |